# Москвич-2137
Москвич-2137 — советский грузо-пассажирский автомобиль, выпускавшийся в Москве на заводе АЗЛК с 1976 по 1985 год на базе легкового автомобиля Москвич-2140. 
Пятидверный универсал Москвич-2137, так же как и трёхдверный фургон Москвич-2734, во всех деталях, кроме грузовой задней части и багажного отсека, которые достались от предыдущего семейства (модели Москвич-427 и Москвич-434), копировали седан Москвич-2140 и соответственно были унифицированы между собой. На автомобиль ставился двигатель от автомобиля Москвич-412 рабочим объёмом 1,5 литра. Задний ряд сидений складывается при перевозке габаритных грузов. 
- Москвич-2734 — фургон (1976—1983), выпущено 4035 машин.

## Варианты решёток радиатора
- М-2137 с 1976 по 1982 год включительно.
- М-2137 с 1982 по 1985 год.

## В игровой и сувенирной индустрии
Масштабные модели автомобиля Москвич-2137 и его модификации Москвич-2734 выпускались мастерской «МД-Студия». 12 марта 2014 года масштабная модель Москвича-2137 лимонного цвета и 14 мая 2014 года Москвича-2734 белого цвета вышли в серии «Автолегенды СССР», под номерами 133 и 137 соответственно.